# Mallos gregalis
Mallos gregalis är en spindelart som först beskrevs av Simon 1909.  Mallos gregalis ingår i släktet Mallos och familjen kardarspindlar. Inga underarter finns listade i Catalogue of Life.